# Christina von Stommeln

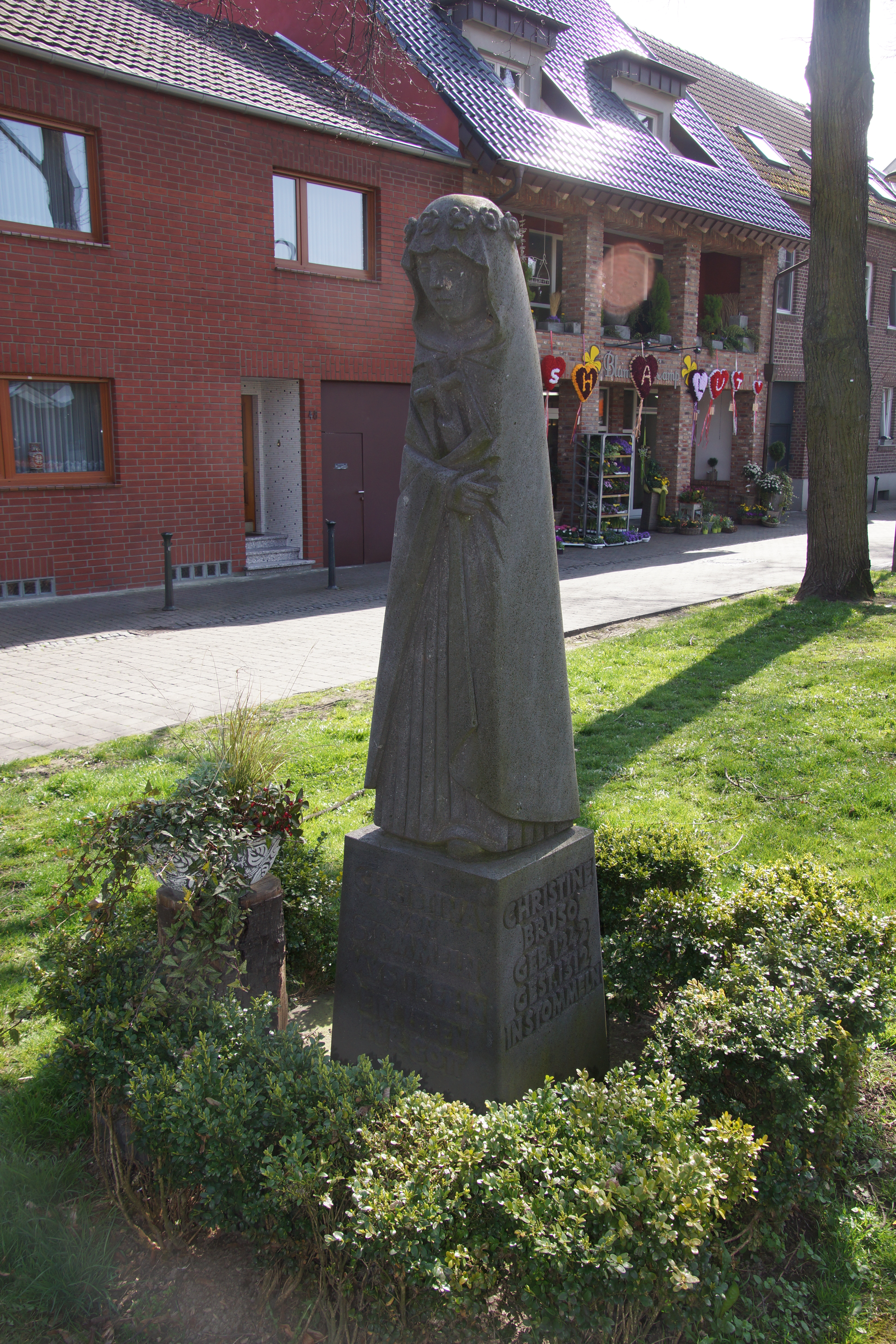
Statue der Christina von Stommeln von Olaf Höhnen auf einem Grünstreifen im Stommeler Zentrum

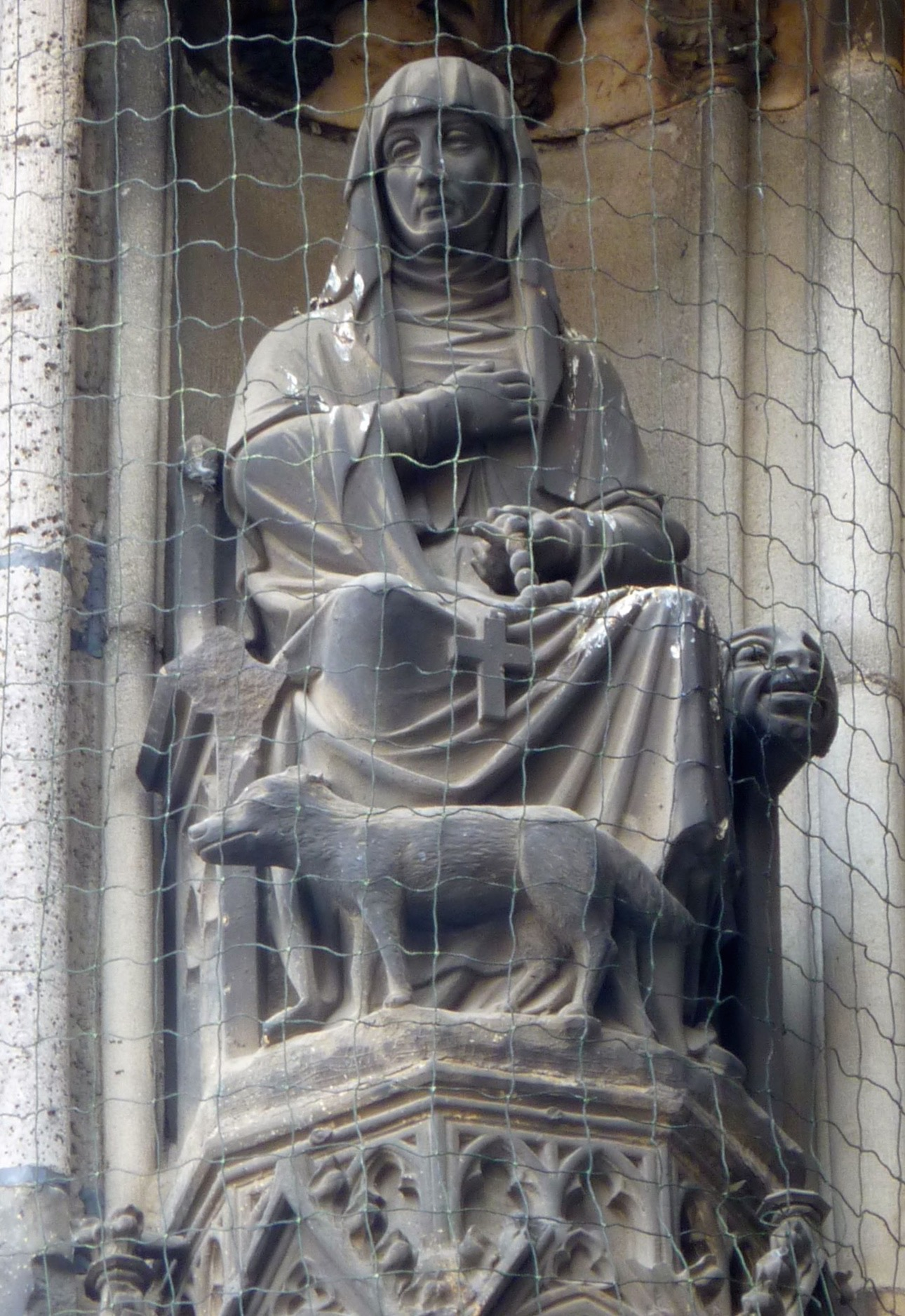
Christina von Stommeln, Nordportal, Kölner Dom.

Schrein der Christina von Stommeln in der Propsteikirche St. Mariä Himmelfahrt, Jülich

Christina von Stommeln, auch Christina Bruso (* 1242 in Stommeln, heute zu Pulheim; † 6. November 1312 ebenda), war eine Begine, Mystikerin und Stigmatisierte des 13. Jahrhunderts. Die Überlieferung ihrer Lebensgeschichte durch den Dominikaner Petrus von Dacien (* um 1235; † 1289) und eine Wunderheilung des Grafen Dietrich IX. von Kleve sorgten für eine lokale Verehrung, aufgrund derer sie 1908 seliggesprochen wurde.

## Leben
Christina wurde 1242 als Tochter des freien Bauern Heinrich Bruso und seiner Frau Hilla in Stommeln, heute ein Ortsteil von Pulheim, geboren. Sie hatte vier Geschwister: Hilla, Gertrud, Heinrich und Sigwin. Die Familie war recht wohlhabend.
Im Alter von zehn Jahren hatte sie eine Vision von Jesus Christus, in der dieser sie aufgefordert habe, ihr Leben allein ihm zu widmen, und ihr geweissagt habe, dass sie bei den Beginen leben werde. Im Alter von 13 Jahren ging Christina ohne Erlaubnis der Eltern nach Köln, um einem Beginenkonvent beizutreten. Um welchen der zahlreichen Konvente es sich handelte, ist umstritten. Von ihren Mitschwestern im Konvent wurde Christina aufgrund ihrer rigiden Askese und Entrückungszustände während ihrer Visionen abgelehnt.

Christus überreicht Christina einen Ring. Die gestickten Figuren auf den Seidenhandschuhen aus dem Schrein der seligen Christina von Stommeln sind die ältesten Darstellungen von Christina (Museum Zitadelle Jülich).

1259 kehrte sie nach Stommeln zurück, wo sie in wechselnden Haushalten bis an ihr Lebensende blieb. Im Jahr 1267 lernte sie den schwedischen Dominikaner Petrus von Dacien kennen, der sich seit 1266 zum Studium generale im Dominikanerkonvent in Köln aufhielt. Diese Begegnung sollte ihr Leben prägen, da der Mönch zu ihrem spirituellen Mentor, lebenslangen Freund und Biographen wurde. Er besuchte sie bis zu seinem Tod 1289 noch 15 Mal. Mehrfach schlug Christina Einladungen aus, nach Schweden zu gehen.
Nach dem Tod des Vaters 1278 bewirtschaftete sie gemeinsam mit ihrem Bruder Sigwin den elterlichen Hof, der in den 1270er Jahren in finanzielle Schwierigkeiten geraten war. Nach dem Ruin des Hofes im Jahr 1280 war Christina auf die Unterstützung durch ihr persönliches Umfeld in Stommeln angewiesen. Ihr Bruder fand nach Fürsprache Petrus’ von Dacien Aufnahme im Dominikanerkloster in Västerås in Schweden. Nach 1288 gibt es keine weiteren Informationen über ihr Leben, gesichert aber ist ihr Tod am 6. November 1312 in Stommeln.

## Visionen, Ekstasen und Stigmata
Christina von Stommeln faszinierte Zeitgenossen und Nachwelt aufgrund ihrer Visionen, ekstatischen Entrückungszustände und dokumentierten Stigmatisation. Seit ihrer Jugend wurde sie von Visionen und Dämonenerscheinungen heimgesucht. Die Quellen beschreiben, dass sie u. a. durch die Luft geschleudert wurde, Verbrennungen und Verletzungen erlitt, dass sie und ihr Umfeld von Dämonen mit Exkrementen beschmutzt wurden, Kröten, Schlangen und Spinnen in ihrem Essen auftauchten u. a. m.
Dabei plagten sie bis zu 200.000 Teufel, so etwa zu Ostern 1283. Besonders ab den 1270er Jahren intensivierten sich die Berichte über ihre Dämonenerscheinungen drastisch.
Christina von Stommeln unterscheidet sich in ihrer mystischen Erfahrung von anderen deutschen Mystikerinnen, da bei ihr passions- und brautmystische Vision deutlich hinter Teufels- und Dämonenerscheinungen zurücktreten. Seit ihrem 15. Lebensjahr sollen sich vor allem in der Karwoche die Wundmale Christi an Christina von Stommeln manifestiert haben. Kreuzförmige Stigmata an ihren Händen sollen auch außerhalb der Osterzeit aufgetreten sein. Damit ist Christina von Stommeln eine der frühesten bezeugten weiblichen Stigmatisierten der Christenheit. Ab 1288 sind keine weiteren Visionen und Dämonenerscheinungen mehr von Christina von Stommeln bezeugt.

## Das Verhältnis Christina von Stommeln – Petrus von Dacien
Christina von Stommeln verband ein enges Verhältnis zu dem etwa gleichaltrigen schwedischen Mönch Petrus von Dacien. Petrus sah in Christina einen Menschen, in dem Gott direkt wirkte. Christina fand in ihm einen Freund, der sich nicht nur für ihre Erfahrungen interessierte, sondern diese in einen theologischen Kontext stellte und ihr verständlich machte. Trotz der räumlichen Distanz unterhielten die beiden ein enges Verhältnis bis zu Petrus’ Tod 1289. Ihr Briefwechsel hat sich im Codex Iuliacensis erhalten. Aufgrund der in den Briefen beschworenen Liebe zueinander wurde immer wieder eine erotische Komponente des Verhältnisses angenommen, die heute verneint wird. Petrus von Dacien legte ausdrücklich Wert darauf, seine Liebe zu Christina als Ausdruck seiner Liebe zu Gott zu werten.

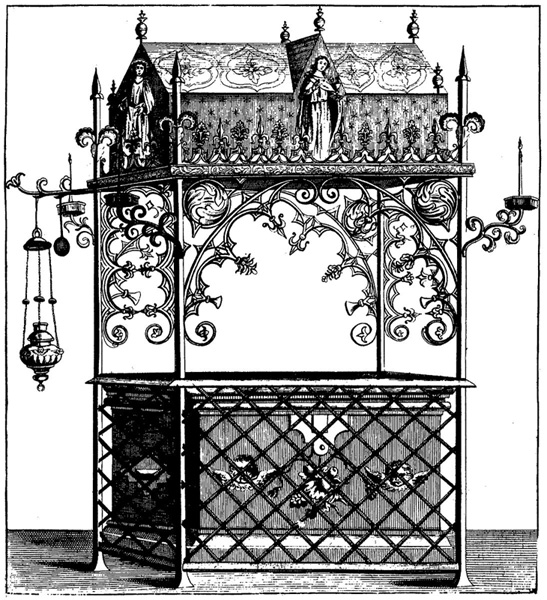
Grabmal der Christina von Stommeln mit Sarkophag und Reliquienschrein. Kupferstich nach einer Zeichnung von Peter Steinfünder aus dem Jahr 1692. Der schmiedeeiserne Aufbau wurde 1783 durch einen Gewölbeeinbruch in der Jülicher Propsteikirche zerstört.

## Nachleben
Nach ihrem Tod am 6. November 1312 wurde Christina von Stommeln neben dem Turm der Stommelner Ortskirche beigesetzt. Die Wundertätigkeit am Grab ist durch die angebliche Heilung des Klever Grafen Dietrich IX. von der Gicht bezeugt. 1327 wurde ihr zu Ehren ein Stift gegründet. Am 1. Mai 1342 wurde das Stift mitsamt den Gebeinen nach Nideggen, die damalige Residenz Markgraf Wilhelms V., umgesiedelt. Unter Herzog Wilhelm V. wurde das Stift 1569 in die neue Residenzstadt Jülich verlegt. Die Gebeine folgten 1592 und ruhen heute in der Propsteikirche St. Mariä Himmelfahrt. Die Verehrung wurde 1908 von der katholischen Kirche bestätigt und Christina von Stommeln durch Papst Pius X. seliggesprochen. Ihr Gedenktag ist ihr Todestag, der 6. November.
Nach ihr ist die Christinaschule, die einzige Grundschule in Stommeln, benannt.